# 雪花齋

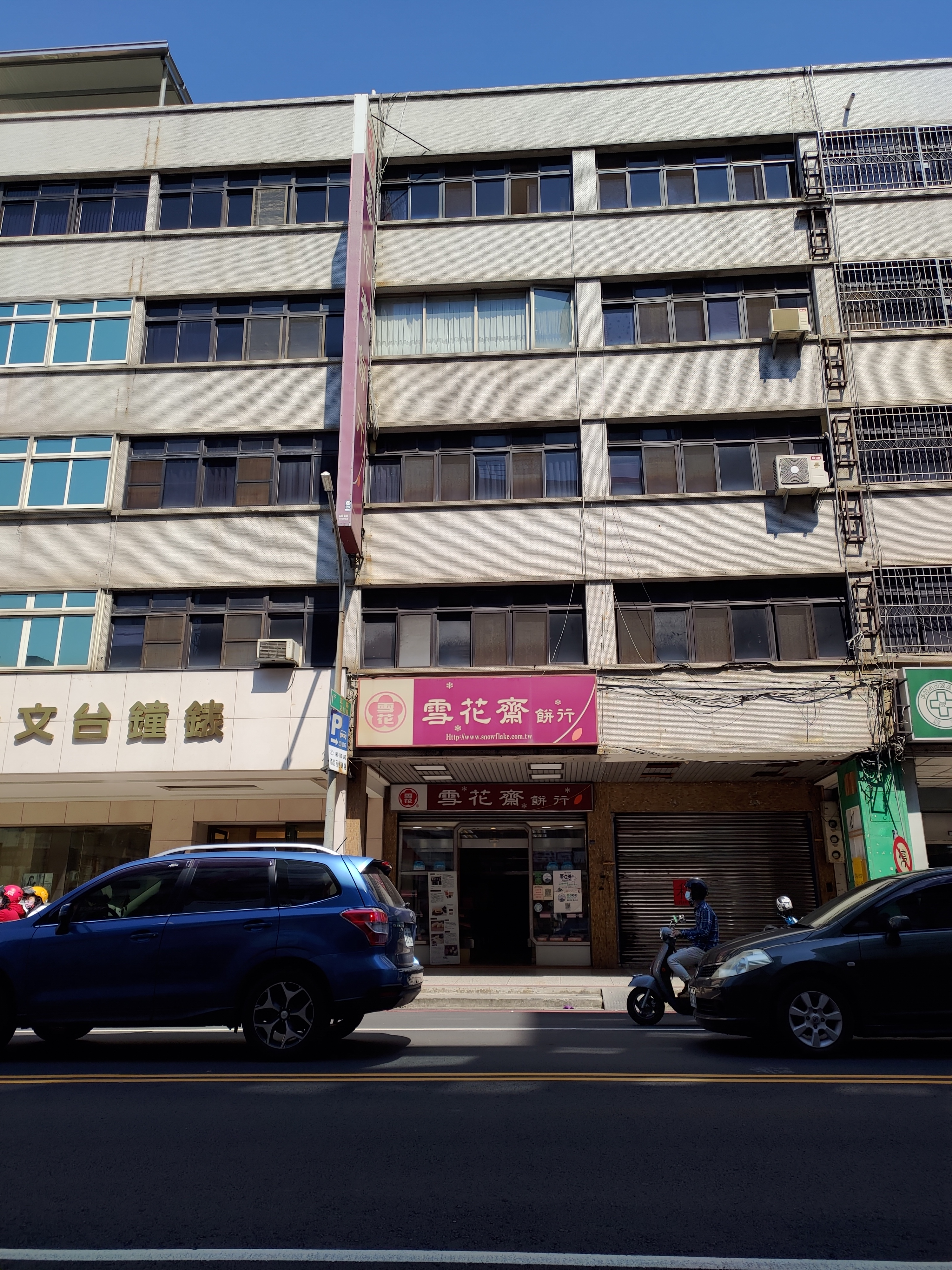
雪花齋豐原本舖正立面，亦為雪花齋成立時的位置

雪花齋是位於台灣台中市豐原區的餅行，於1900年由呂水所創立。後來分為雪花齋、老雪花齋，以及呂氏柏記雪花齋三家。其中呂氏柏記雪花齋已於2020年停止營運。

## 歷史
雪花齋的創辦者呂水（1880年－1969年）自小家境清寒，以兜售花生糖、甜餅維生。13歲時，隻身來台的汕頭料理師傅陳踀病倒街頭，呂水對其伸出援手。陳踀痊癒後，便將畢生所學教給呂水，並帶他到各地「辦桌」。陳踀在汕頭料理中，特別專精於甜點及糕點製作，因此呂水在學習廣東汕頭料理時，也學會了糕餅的製作手藝。3年後呂水出師成為「總舖師」，陳踀便繼續流浪，不知所終。
由於當時有能力「辦桌」的人，通常為地方仕紳，呂水在擔任總舖師期間，結識許多名人。17歲時，受神岡仕紳陳德全賞識，聘為廚師，後來更於1900年時，出資協助呂水創立餅店。餅舖開張時，豐原的六位秀才寫下了「花香天下中秋桂，雪映莊前臘月梅」這句對聯，原先便以此對聯暫定名做「桂梅齋」，後來在石岡秀才劉曉邨的建議下，取該副對聯頭兩個字為名，將新店舖定名為「雪花齋」。
1925年，呂水以豐原本地起源的綠豆椪為原型的「雪花月餅」參加「台灣區糕餅展」，在清一色日本內地人得獎的比賽中，奪得銅牌大獎。雪花齋的「雪花餅」成為豐原地區最具代表性的糕餅，呂水也被恭為「綠豆椪之父」。除了糕餅之外，雪花齋自1928年起也參與豐原地區舉辦的水燈活動，又獲得水燈優等賞旗與金牌，此後至1931年間，又多次獲得「水燈首」與「平安首」的獎項。
1959年，呂水長子呂賢明、次子呂坤培於原店址繼續接掌家業。呂水則與三子呂嵩山、五子呂松吉、六子呂吉雄搬到附近另起餅舖，並定名「老雪花齋」。1969，呂水逝世，三子呂嵩山獨自創立「菊花齋」，並於後來改名「呂氏柏記雪花齋」。

## 分支
自1959年後，雪花齋因兄弟分家，分為「雪花齋」、「老雪花齋」、「呂氏柏記雪花齋」三間餅行，各自獨立營運。其中呂氏柏記雪花齋已於2020年停止營運，雪花齋及老雪花齋目前皆已經傳承至第三代，雪花齋更已有第四代參與經營。

### 雪花齋
雪花齋總店位於台中市豐原區中正路200號，為呂水雪花齋的原址。1959年，「雪花齋餅行」正式向政府立案登記，並由長子呂賢明、次子呂坤培接掌繼承。1963年將「雪花齋」圖記註冊為商標。1980年代成立「呂水雪花齋公司」。
1993年，第三代負責人呂忠政接掌雪花齋，目前除了雪花月餅和酥餅禮盒從豐原總店出貨外，產品大多於各分店自產自銷自營。2009年榮獲「台灣第一碰綠豆椪比賽」金質獎。

### 老雪花齋

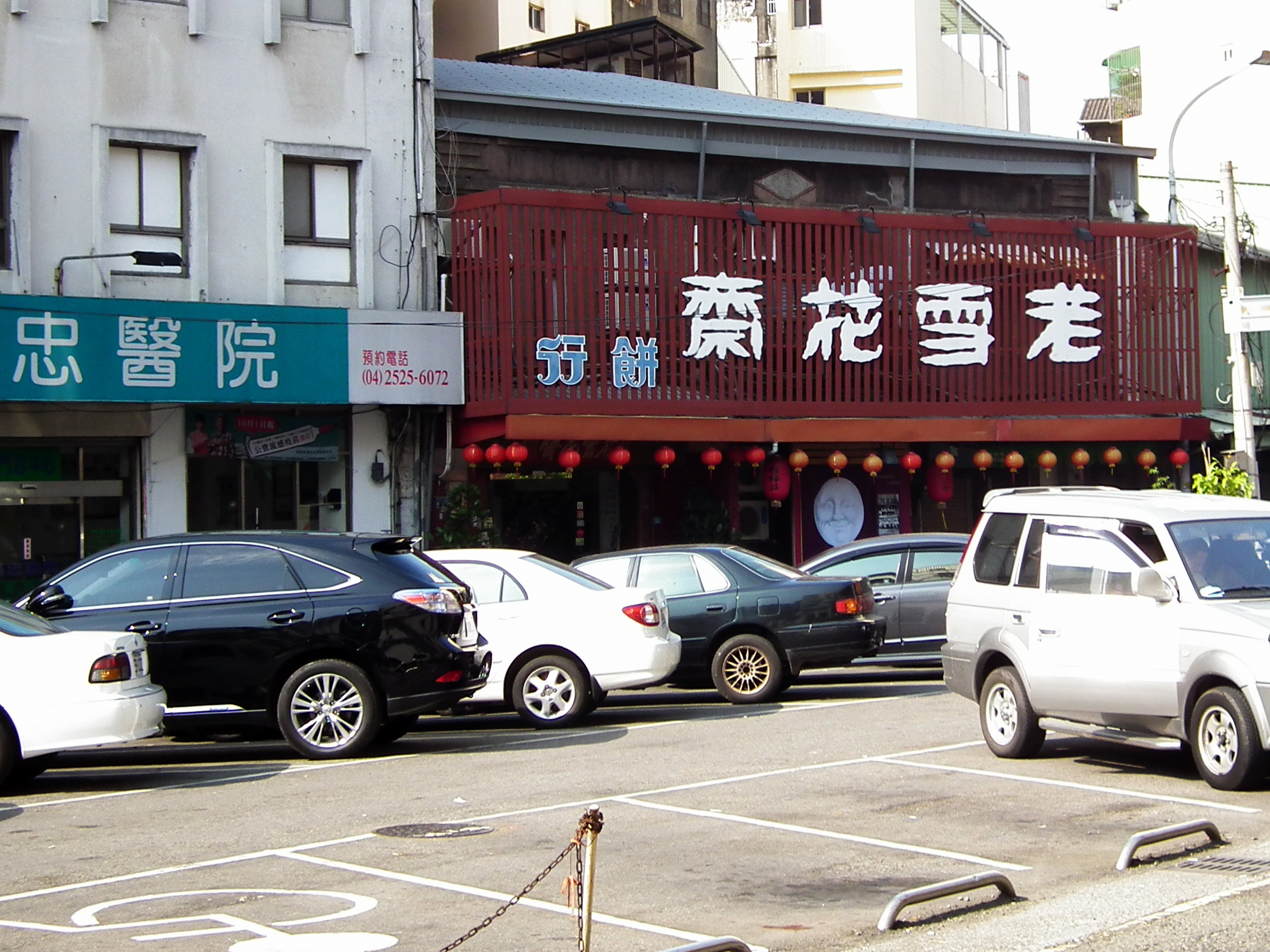
老雪花齋

1959年，呂水長子呂賢明、次子呂坤培於原店址繼續接掌家業。呂水本人與三子呂嵩山、五子呂松吉、六子呂吉雄搬到現址另起餅舖，並在前面加上「老」字以與「雪花齋」進行區別。1969年，呂水逝世後，呂松吉、呂吉雄接掌老雪花齋。2000年，呂松吉長子呂弘仁、次子呂弘忞接掌老雪花齋。

### 呂氏柏記雪花齋
1969年，呂水逝世，三子呂嵩山獨自創立「菊花齋」。2007年更名為「呂氏柏記雪花齋」，由豐原遷移至台中民權路，由第三代呂柏宗接掌經營。2020年3月結束營業。